# Elektrometr

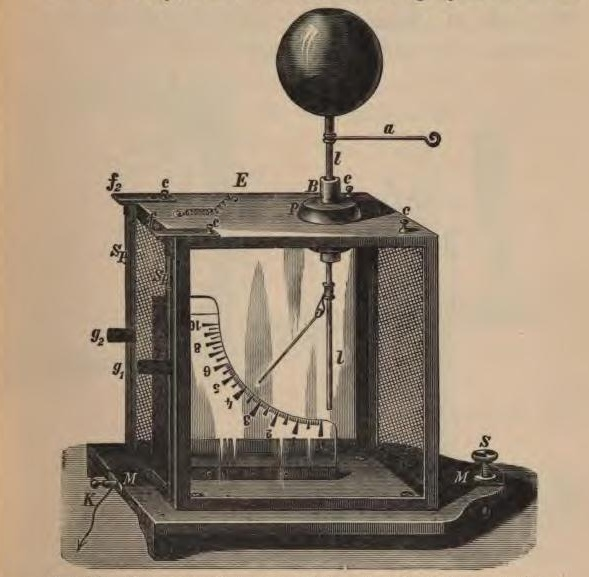
Elektrometr

Elektrometr – przyrząd pomiarowy służący do pomiaru napięcia elektrycznego przy bardzo małym natężeniu prądu elektrycznego
.
- Elektrometry historyczne
  - oparte na pomiarze siły Coulomba:
    - elektrometr kwadrantowy
    - elektrometr strunowy
    - elektrometr Lindemanna

  - z drgającą okładką kondensatora
  - lampy elektrometryczne
- Obecnie układy do pomiaru małych napięć i prądów realizuje się w technice półprzewodnikowej, zwykle stosując tranzystory polowe i wzmacniacze z przetwarzaniem.